# العبودية خلال الحرب الأهلية الأمريكية

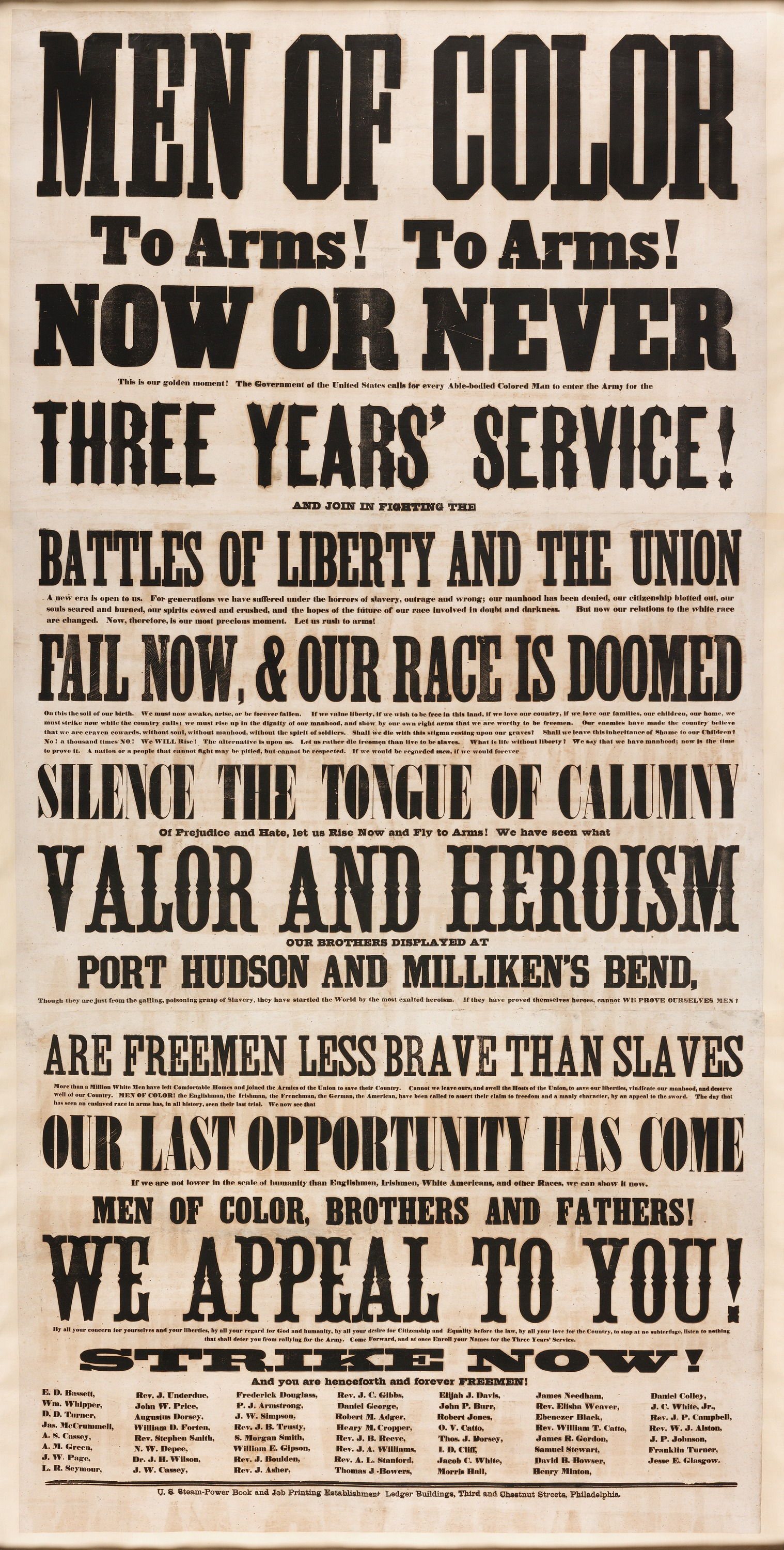
صورة تعبرية

كانت العبودية الجوهر الرئيسي للحرب الأهلية الأمريكية، وكانت الحافز الأساسي للانفصال، إضافةً إلى مقاومة القادة السياسيين الجنوبيين لمحاولات القوى السياسية الشمالية المناهضة للعبودية لمنع وصول العبودية إلى تبعيات الولايات المتحدة الأمريكية الغربية. مرت حياة العبيد بتغييرات كبيرة، إذ شهد الجنوب سيطرة جيش الاتحاد على مساحات واسعة من الأراضي، ولطالما حاول العبيد، أثناء الحرب وقبلها، أن يتحرروا، ونجح بالفعل آلاف العبيد في ذلك. كشف الرئيس أبراهام لنكون عن إعلان تحرير العبيد في 1 يناير 1863، ما حرر ثلاثة ملايين أسود قانونيًا. استخدم كلا الجانبين الأمريكيين الأفارقة لأغراض عسكرية خلال الحرب؛ في الجنوب كعبيد وفي الشمال كعمال مأجورين ومتطوعين عسكريين. وقاتل أكثر من مئة ألف من العبيد السابقين في صفوف الاتحاد، في حين فر أكثر من 500 ألف منهم من مزارعهم إلى خطوط الاتحاد. كما تطور التدين والتعبير الثقافي بشكل كبير خلال الحرب الأهلية.

## التركيبة السكانية والاقتصاد
توجد العديد من التقديرات المختلفة حول عدد العبيد في الجنوب، ويشير أحد التقديرات إلى وجود نحو 25 % من العبيد في الأسر مع امتلاك 5% من السكان (الذين قُدر عددهم بـ 384000 شخص) في الجنوب عبدًا واحدًا على الأقل، في عام 1860. ويشير تقدير آخر إلى وجود 36% من الرجال في عائلات مستعبدة، وأن نسبة الرجال الذين استفادوا اقتصاديًا من العبودية كانت أعلى من ذلك بكثير. في جيش الولايات الكونفدرالية، امتلك 10% من المجندين ونحو 50% من الضباط عبيدًا. وكانت فرجينيا أكبر ولاية للعبودية، بين السكان البيض والسكان السود وفي جيش الولايات الكونفدرالية. وكانت ريتشموند في فيرجينيا العاصمة الكونفدرالية آنذاك، كما كانت مركزًا صناعيًا وتجاريًا رئيسيًا؛ فضلًا عن كون فرجينيا محركًا لتجارة الرقيق المحلية أيضًا. كانت مزارع فرجينيا أصغر من المتوسط وكان هناك عدد أكبر من مالكي العبيد للفرد في ولاية فرجينيا مقارنةً ببقية الولايات الكونفدرالية. عاشت أعداد كبيرة من العبيد في الولايات الواقعة على طول الحدود بين الاتحاد والكونفدرالية، وكان هناك ما يقرب من 500 ألف عبد يعيشون في ميزوري وكنتاكي وماريلاند، وهي ولايات العبودية الحدودية، التي لم تنضم إلى الولايات الكونفدرالية.
استعبد المزارعون معظم العمال في الجنوب (غالبًا ما يُعتقد بأن كل مزارع منهم قد استعبد عشرين شخصًا أو أكثر)، على الرغم من أن نسبة اليومن فاقت نسبة المزارعين الذين لم يتجاوزا عددهم 50 ألف. درّت الزراعة في الجنوب أرباحًا أكثر من الشمال، مع زراعة الأرز والقطن والسكر بشكل خاص. وكان هناك عشرة أو حتى عشرين من السود المستعبدين مقابل كل شخص أبيض في مناطق زراعة الأرز في جورجيا وكارولاينا الجنوبية وفي أجزاء من دلتا المسيسيبي، حتى قبل الحرب. وازداد هذا التفاوت خلال الحرب، ما أدى إلى الخوف من التمرد ودعوات لتمركز سرايا المليشيات في المناطق الزراعية لحفظ السلام.
استمر بيع العبيد وشراؤهم خلال الحرب، واستمر معه توظيف العمال المستعبدين أيضًا. وعلى الرغم من ارتفاع أسعار العمال المستعبدين، إلا أنها لم تواكب التضخم الذي حصل آنذاك، ما تسبب في انخفاض السعر الحقيقي للعبيد خلال الحرب الأهلية. وارتبطت أسعار العبيد باحتمالات انتصار الولايات الكونفدرالية ارتباطًا وثيقًا. ومع ذلك، بلغ متوسط العبد الذي بيع في فيرجينيا 1500 دولار أمريكي في عام 1860، مقابل 1800 دولار أمريكي «للعبد المزارع» في نيو أورلينز. بيع العبيد في ريتشموند مقابل 4000 أو 5000 دولار أمريكي في عام 1863، مقابل 2500 إلى 3500 دولار أمريكي في تكساس بناءً على مهارات كل عبد. كان توسع العبودية هدفًا سياسيًا واقتصاديًا مهمًا لمالكي العبيد قبل بدء الحرب، واستمر هذا التوجه خلال الحرب، مع توسع العبودية بشكل كبير بالفعل في تكساس، والتي أصبحت ولايةً في عام 1845. ومع ذلك، في أواخر الحرب، أدرك العديد من مالكي العبيد الاحتمال المتزايد لانتهاء العبودية، مع وجود أدلة على زيادة محاولات بيع العبيد.
إن أغلب العمال العبيد في الجنوب كانوا مستعبدين من قِبَل المزارعين أنفسهم (الذين اشتهروا بامتلاكهم عشرين عبدًا أو حتى أكثر)، على الرغم من أن اليومن (خادم السيد الإقطاعي) قد فاقوا عدد المزارعين الذين قلَّ عددهم عن 50,000 شخص. وفرَّت الزراعة في الجنوب ربحًا أكثر من مثيلتها في الشمال، إذ ركزت على محاصيل الأرز والقطن والسُّكر. حتى قبل الحرب، كان هناك عشرة أو حتى عشرين شخص من العبيد مقابل شخص واحد أبيض في مناطق الأرز في جورجيا وكارولينا الجنوبية وفي أجزاء من دلتا الميسيسيبي. خلال الحرب، ازداد هذا التفاوت، ما أدى إلى الخوف من ظهور حركات العصيان ودعوات إلى إقامة تجمعات الميليشيات في المناطق الزراعية لضمان السلام.
استمرت سوق شراء وبيع العبيد أثناء الحرب إلى جانب سوق توظيف العمالة من العبيد. وعلى الرغم من ارتفاع أسعار العمال العبيد، لكنها لم تصل إلى مستوى التضخم، الأمر الذي تسبب في انخفاض السعر الحقيقي للعبيد أثناء الحرب الأهلية الأمريكية. ارتفعت أسعار العبيد لكنها سرعان ما انخفضت مع احتمالات انتصار جيش الاتحاد. في عام 1860، وصل متوسط العبد المباع في فرجينيا إلى 1500 دولار وفي نيو أورليانز إلى 1800 دولار. في عام 1863، بيع العبيد في ريتشموند بمبلغ 4000 أو 5000 دولار، وفي تكساس بمبلغ 2500 حتى 3500 دولار بحسب المهارات الفردية لكل منهم. قبل بدء الحرب، أصبح التوسّع في عمالة العبيد هدفًا سياسيًا واقتصاديًا هامًا لمالكي العبيد. استمر ذلك أثناء الحرب أيضًا، ووصل التوسع إلى تكساس، التي أصبحت ولاية في عام 1845. ومع ذلك، في أواخر الحرب، اعترف العديد من مالكي العبيد بتزايد احتمال إنهاء العبودية، وثمَّة أدلة تشير إلى تزايد محاولات بيع العبيد المُستملكين.

## الثقافة

### التحولات الثقافية للمجتمع الأفريقي الأمريكي
ازدادت فرص التعبير الثقافي مع تزايد الاستقلال الذاتي للعبيد في أثناء الحرب. نمت المسيحية بين العبيد والمحررين منهم أثناء وبعد الحرب الأهلية الأمريكية مباشرة. أرسلت منظمات مثل رابطة التبشير الأمريكية ورابطة الحرية الوطنية للإغاثة مبشرين إلى المناطق التي يشغلها الاتحاد إذ شكلوا تجمعات دينية لقيادة حركات الإحياء. أسست الكنيسة الأسقفية الميثودية الأفريقية (إيه إم إي) على وجه الخصوص حضورًا قويًا بين العبيد والمحررين في المناطق التي يسيطر عليها الاتحاد وما حولها. إلى جانب المبشرين المدنيين، وفرت الرابطة أيضًا قساوسة لأنظمة الاتحاد التي يُديرها السُّود. من بين العبيد المحررين الذين نشطوا بشكل خاص في الجنوب خلال الحرب، كان جيمس ووكر هود وهنري ماكنيل تيرنر وجابيز بيت كامبل وجون إم. براون وويليام إي. ماثيوز.
تغير نمط الموسيقى التي غنَّاها الأمريكيون الأفارقة خلال فترة الحرب. أصبح موضوع التحرر من العبودية ذا أهمية خاصة في الروحانيات التي يغنيها السُّود، سواء من خلال العبيد الذين يغنون فيما بينهم في المزارع أو المحررين في الآونة الأخيرة الذين يغنون للجماهير من البيض. شدَّدت الإصدارات الجديدة من الأغاني مثل «هايل ماري» و«مايكل رو ذا بوت أشور» و«غو داون موسز» على رسالة الحرية ورفض العبودية. اشتُهرت العديد من الأغاني الخاصة بالعبيد، من بينها «وي شال أوفركوم» التي كثيرًا ما غناها العبيد الذين هربوا من المزارع إلى معسكرات جيش الاتحاد. جرت عدة محاولات لنشر هذه الأغاني أثناء فترة الحرب. تمثلت المحاولة بالأولى بمسودة بسيطة إلى أن ظهرت أغنية «غو داون موسز» التي أدّاها القسّ إل.سي. لوكداون في ديسمبر عام 1861 بالاعتماد على خبرته وتعامله مع العبيد الفارين في فورت مونرو، فرجينيا في شهر سبتمبر من ذلك العام. في عام 1863، نشرت صحيفة كونتيننتال مونثلي عيّنة من الروحانيات من ولاية كارولينا الجنوبية في مقال بعنوان «آندر ذا بالميتو».
لاحظ الكولونيل الأبيض توماس وينتورث هيغينسون في ولاية كارولينا الجنوبية، أنه عندما عَلِمَ السُّود أن البيض يستمعون لأغانيهم قاموا بتغيير الطريقة التي يغنون بها، ولاحظ أيضًا المؤرخ كريستيان ماك ويرتر أن الأمريكيين الأفارقة «استخدموا موسيقاهم لتغيير تصورات البيض عنهم وتعزيز صورة جديدة لثقافة السُّود باعتبارها متوجهة نحو مبدأ الحرية». في بورت رويال، حفِظَ العبيد الفارين نشيد «أمريكا» الوطني بشكل سرّي إذ لم يغنوه أبدًا أمام البيض. عندما صدر إعلان تحرير العبيد، أقيم احتفالًا كبيرًا، وفي مفاجأة للبيض، بدأ العبيد يغنون النشيد الوطني الأمريكي بهدف التعبير عن مكانتهم الجديدة. من بين الأغاني، التي أدّاها البيض، الأكثر شعبية بين العبيد، «جون براونز بودي» و«كينيغدوم كومينغ» للمغني إتش.سي. ومع استمرار الحرب، تغيرت الكلمات التي استخدمها الأمريكيين الأفارقة في أغانيهم، وأصبحوا يستخدمون إشارات مشفرة بما في ذلك التعبير الصريح عن أدوارهم الجديدة كجنود ومواطنيين.
ردّ مالكو العبيد في الجنوب على ذلك بحظر الغناء في المزارع إلى جانب سجن المغنين الذين يدعمون التحرر أو الشمال. نظر مؤيدو الاتحاد إلى الموسيقى التي يغنيها العبيد على أنها علامات الولاء. تضمنت فرق الاتحاد الغنائية موسيقيين من السُّود وعمدت أيضًا على نشر العبيد المحرررين في الشارع للغناء والرقص لإظهار مدى سعادتهم. عزف الفنان العبد بليند توم ويجينس، المعروف باسم توم الأعمى، الكثير من الأغاني المؤيدة للاتحاد مثل «ماريلاند، ماي ماريلاند» و «ديكسي» خلال هذه الفترة، وحذف أغنية «يانكي دودل» من قائمة أغانيه وعروضه.